# Amulio Viarengo
Amulio Viarengo (Asti, Piemont, 25 de desembre de 1902 - ?) va ser un ciclista italià, que fou professional entre 1926 i 1933. No té grans èxits esportius, però el 1928 fou setè al Giro d'Itàlia i el 1931 desè a la Volta a Catalunya. Cal remarcar també els 3r llocs al Giro del Piemont de 1928 i a la París-Tours del 1932.

## Palmarès
- 1926
  - 1r a la Copa Ucat

### Resultats al Giro d'Itàlia
- 1928. 7è de la classificació general
- 1929. 36è de la classificació general

### Resultats al Tour de França
- 1931. Abandona (12a etapa)
- 1932. 38è de la classificació general
- 1933. Abandona (1a etapa)